# Egipt na Letnich Igrzyskach Olimpijskich Młodzieży 2010
Egipt na Letnich Igrzyskach Olimpijskich Młodzieży 2010 w Singapurze reprezentowało 74 sportowców w 17 dyscyplinach.

## Skład kadry

### Badminton
- Mahmoud Elsayad - 2. miejsce w fazie grupowej

### Boks
- Hesham Abdelaal - kategoria 51 kg  brązowy medal

### Gimnastyka

#### Gimnastyka artystyczna
- Amr Ahmed - 14. miejsce w finale
- Mai Elsayed - 35. miejsce w kwalifikacjach

#### Gimnastyka rytmiczna
Zespół:  srebrny medal
- Aicha Niazi
- Alia Elkatib
- Manar Elgarf
- Jacinthe Eldeeb
- Farida Eid

### Jeździectwo
- Mohamed Abdalla - 9. miejsce

### Koszykówka
Drużyna chłopców: 13. miejsce
- Khaled Ibrahim
- Assem Elgindy
- Ahmed Karkoura
- Romeh Elsadani

### Lekkoatletyka
Chłopcy:
- Ahmed Mansour - bieg na 1000 m - 6. miejsce w finale
- Salem Attiatalla - bieg na 2000 m - 7. miejsce w finale
- Fadl Ibrahim - rzut oszczepem - 7. miejsce w finale
- Eslam Ibrahim - rzut młotem - 6. miejsce w finale

Dziewczęta:
- Basant Ibrahim - skok wzwyż - 8. miejsce w finale
- Noha Afifi - rzut oszczepem - 14. miejsce w finale
- Ashrakt Metwaly - rzut młotem - nie startowała w finale

### Łucznictwo
- Ibrahim Sabry
  - indywidualnie  złoty medal
  - w parze z  Yasaman Shirian - 17. miejsce
- Aya Kamel
  - indywidualnie - 17. miejsce
  - w parze z  Rick van den Oever - 9. miejsce

### Pięciobój nowoczesny
- Jihan El Midany
  - indywidualnie - 12. miejsce
  - w parze z  Min Ji Choi - 13. miejsce
- Eslam Hamad
  - indywidualnie - 10. miejsce
  - w parze z  Illias Batkybekov - 15. miejsce

### Piłka ręczna
Drużyna chłopców:  złoty medal
- Karim Abdelrhim
- Aly Agamy
- Abdelrahman Aly
- Mohammed Maher
- Mohamed Aly
- Mostafa Awadalla
- Mostafa Bechir
- Omar Elmaarry
- Kareem Elmenshawy
- Mustafa Khalil
- Ahmed Alwan
- Ahmed Ibrahim
- Alley Mohsen
- Abdelrahman Shatta

### Pływanie
- Amr Mohamed
  - 200 m st. dowolnym - 38. miejsce w kwalifikacjach
  - 400 m st. dowolnym - 25. miejsce w kwalifikacjach
- Shahd Mostafa
  - 100 m st. dowolnym - 37. miejsce w kwalifikacjach
  - 200 m st. dowolnym - 21. miejsce w kwalifikacjach
  - 400 m st. dowolnym - 15. miejsce w kwalifikacjach

### Podnoszenie ciężarów
Chłopcy:
- Hassan Mohamed - kategoria +85 kg  brązowy medal
- Ossama Khattab - kategoria 77 kg - DNF

Dziewczęta:
- Amal Mohamed - kategoria 58 kg

### Siatkówka
Drużyna dziewcząt: 5. miejsce
- Salma Almohands
- Renad Wahdan
- Aya Abdullah
- Mena Allah Fahmi
- Israa Ahmed
- Walaa Amer
- Nihal Ahmad
- Shorq Mahmoud
- Basant Hassan
- Yasmin Hussein
- Nermin Seif El-Nasr
- Nada Moussa

### Strzelectwo
Chłopcy:
- Raef Mahmoud Tawfiq - pistolet pneumatyczny 10 m - 11. miejsce w kwalifikacjach
- Hossam Emad Salah - karabin pneumatyczny 10 m - 17. miejsce w kwalifikacjach

Dziewczęta:
- Hala Emad Abdulrahman - pistolet pneumatyczny 10 m - 14. miejsce w kwalifikacjach
- Dina Amjad El Harony - karabin pneumatyczny 10 m - 16. miejsce w kwalifikacjach

### Szermierka
- Saleh Saleh
- Mostafa Mahmoud
- Ziad Elsissy
- Menatalla Daw
- Mennatalla Yasser Ahmed

### Taekwondo
- Nour Hussein Abdelsalam - kategoria do 49 kg
- Mohamed Magdy Asal - kategoria do 55 kg

### Tenis stołowy
- Omar Bedair
- Dina Meshref

### Zapasy

#### Styl dowolny
Chłopcy:
- Mohamed AbdelNaeem - kategoria do 46 kg
- Amr Ali - kategoria do 76 kg

Dziewczęta:
- Thoraya Mohamed - kategoria do 70 kg

#### Styl klasyczny
Chłopcy:
- Mahmoud Hussein - kategoria do 42 kg
- Hamdy AbdelWahab - kategoria do 85 kg